# Tomb Raider: Underworld
Tomb Raider: Underworld – dziewiąta część serii komputerowych gier przygodowych Tomb Raider. Światowa premiera miała miejsce 18 listopada 2008, europejska 21 listopada, zaś do Polski gra trafiła 28 listopada (wersja na PC, Xboksa 360 i PlayStation 3). Wersja dla Mac OS X wydana została 14 czerwca 2012 przez Feral Interactive.
Fabuła gry nawiązuje głównie do mitologii wikingów, i stanowi kontynuację wątku fabularnego z Tomb Raider: Legenda oraz odnosi się do wątków z Tomb Raider: Anniversary.

## Opis fabuły
Lara Croft przebywa na Morzu Śródziemnym, poszukując drogi do Avalonu, gdzie ma znajdować się jej matka. Podróżując po podwodnych kompleksach, napotyka potwora, Krakena. Po jego pokonaniu przedostaje się do pomieszczenia z zamkniętą bramą, gdzie znajduje rękawicę Thora. Po odkryciu skarbu zostaje ogłuszona przez najemników, zatrudnionych przez jej byłą przyjaciółkę, Amandę Evert. Odkrywszy, że skradziono jej rękawicę, wraca do swojej łodzi, z której zauważa oddalający się statek Amandy. Po dostaniu się do wnętrza statku odkrywa zamkniętą w ogromnym pojemniku Jacqueline Natlę, która rozmawia z Amandą. Lara przypuszcza, że panie się sprzymierzyły. Po chwili rozmowy z Natlą Lara w pościgu za Amandą zostaje zauważona przez wartownika, który podczas strzelaniny trafia w butlę z gazem. Statek zaczyna tonąć, a Lara po wydostaniu się przez właz strzela do Amandy, znajdującej się na linie przyczepionej do helikoptera. Amanda wyrzuca rękawicę do wody, a Lara wyławia ją.
Lara przybywa do przybrzeżnej Tajlandii, gdzie ma się znajdować druga z rękawic Thora. Nie znajduje jej jednak na miejscu, dlatego wraca do domu. Tam przeszukuje pokój swojego ojca, którego podejrzewa o zabranie rękawicy z Tajlandii. W pokoju znajduje drugą rękawicę Thora oraz odkrywa informację o położeniu pasa Thora. W rezydencji pojawiają się pradawne bestie, po których pokonaniu Lara wydostaje się z pomieszczenia starym tunelem. Po ucieczce z pokoju rezydencja staje w ogniu. Larze udaje się z niego uciec, po czym dowiaduje się od Zipa, że ktoś był w pokoju ochrony. Po dostaniu się do pokoju Lara spotyka swojego klona, stworzonego prawdopodobnie przez Natlę na prośbę Amandy. Klon zabija Alistera, po czym ucieka.
Lara trafia do Południowego Meksyku, gdzie musi uzupełnić i odpowiednio ustawić dwa kalendarze, by otworzyć przejście do świątyni. Udaje się w głąb budynku, gdzie dociera do pomieszczenia z basenem wypełnionym zabójczą cieczą. Trafia na wysepkę, na której stoi ogromny posąg, w której wnętrzu odnajduje pas Thora. Po zabraniu go opuszcza świątynię i kieruje się na wyspę Jan Mayen, gdzie ma znajdować się Valhalla, a w jej środku – młot Thora. Zjeżdżając na dno krateru, Lara wkłada brakujące części do wieży, uruchamiając ją. Po wjechaniu w głąb świątyni odkrywa pomieszczenie, w którym zdobywa młot. Następnie trafia do statku Amandy i żąda od Natli wiadomości na temat swojej matki. W czasie rozmowy pojawiają się Amanda oraz klon Lary. Wściekła Lara wyzywa Amandę na pojedynek, jednak klon, pod wodzą Natli, atakuję Amandę i ucieka, kryjąc się przed piorunami ze zdobytego młota Thora. Croft rozbija szklaną tubę i zamierza zabić Natli, jednak w ostatniej chwili puszcza ją wolno.
Lara przyjeżdża do Helheimu, gdzie ma się znajdować Wąż Midgardu (ang. The Midgard Serpent), za którego pomocą Natla chce sprowadzić na świat epokę Ragnarok. Chcąca się zemścić na Natli Amanda pomaga Larze, ta z kolei niszczy podpory Węża Midgardu, powodując jego zachwianie. Natla używa swoich mocy, by przytrzymać kolumnę, lecz bohaterka rzuca w nią młotem i Natla spada do cieczy. Lara w trakcie rozmowy z Amandą przypomina sobie portal w Boliwii. Na miejscu zauważa, że jeden z kamieni jest uszkodzony. Przytrzymując kamień przy ścianie, naprawia portal, a Amanda wyciąga miecz. W ostatniej chwili chwytają się za ręce i przenoszą do innego portalu, po czym się rozchodzą.

## Rozgrywka
Otoczenie, pogoda, przedmioty i mechanizmy zgodnie z zapowiedziami twórców miały być w pełni interaktywne, co zostało w dużym stopniu osiągnięte. Świat przedstawiony w grze jest bogaty w różnego rodzaju roślinność. Zgodnie z obietnicami twórców, bohaterka może zniszczyć lub użyć różnego rodzaju materiałów w celu rozwiązania jakiegoś problemu (np. użycie drewnianego kija jako dźwigni czy drążka akrobatycznego). Zapowiadane dynamiczne zmiany pogody pozostały w sferze hucznych planów, jednak zróżnicowanie aury między poziomami pozwala odczuć odrobinę realizmu. Otoczenie zmienia się względem warunków pogodowych – piasek zmienia się w błoto pod wpływem wody, a krawędzie oraz podłoże stają się śliskie. Ślady pozostawione przez Larę będą widoczne do czasu, aż zostaną rozmyte przez deszcz. Eksploracja terenu pozostawi swoje ślady na ciele bohaterki (widoczne jest błoto czy spływająca woda).
Dzięki silnikowi graficznemu stworzonemu przez Crystal Dynamics drzewa i rośliny kołyszą się na wietrze z odwzorowaniem jego kierunku i siły. Podczas przechodzenia między gęstymi zaroślami panna Croft odgarnia liście rękoma. Ruchy Lary zostały opracowane za pomocą technologii motion capture, co zapewnia im płynność. Jednym z nowych, dostępnych ruchów jest ustawienie się tyłem do ściany i chodzenie bokiem po wąskich stropach. Dodano też możliwość wspinania się pomiędzy dwoma powierzchniami dzięki szybkim skokom pomiędzy nimi. Same możliwości akrobatyczne Lary zostały usprawnione.
Tryb walki umożliwia odpychanie przeciwników, z którego zrezygnowano w Tomb Raider: Anniversary. Lara może od tej pory celować do dwóch przeciwników naraz oraz strzelać, trzymając się równocześnie krawędzi. Powrócono także po latach do pomysłu, że ciała zabitych przeciwników nie znikają po upływie pewnego czasu, a pozostają na miejscu. Zrezygnowano z dostępnych w poprzednich częściach wydanych przez Crystal Dynamics trybów strzelania, zastępując je jednym. Praca kamery jest momentami chaotyczna, a podczas zbliżenia się do murów lub innych obiektów przysłaniających część pola widzenia zmienia gwałtownie swój kąt, co prowadzi do utraty orientacji przez gracza.
Duży nacisk położono na zagadki, które są ściśle związane z rozbudowaną fizyką gry. Jeżeli rozwiązanie jakiejś łamigłówki sprawi graczowi kłopot, będzie mógł skorzystać z zainstalowanego w telefonie komórkowym Lary systemu Help on Demand (pomoc na żądanie), co ma ułatwić poradzenie sobie z trudniejszymi łamigłówkami. Jest to odpowiednik dziennika Lary, dostępnego w Tomb Raider: Anniversary. Ponadto panna Croft nagrywa kamerą filmy ukazujące jej odkrycia. Komentując te nagrania, bohaterka pomaga graczowi znaleźć dalszą drogę w grze. Jest to nawiązanie do prezentacji danej łamigłówki na początku jej rozwiązywania w pierwszych częściach serii.
Każde niebezpieczeństwo wywołuje nagły przypływ adrenaliny. Akcja na chwilę zwalnia, zarówno za sprawą pędzącego w naszą stronę zwierzęcia, jak i nagłej przeszkody w terenie, takiej jak zawalająca się kolumna. W przypadku wroga czas zacznie płynąć wolniej dopiero wtedy, gdy ten zbliży się do Lary. W trakcie przypływu adrenaliny, dzięki zastosowaniu odpowiednich klawiszy, możliwe jest błyskawiczne zabicie przeciwnika przez bohaterkę.
W wydaniu na konsolę Wii można dotrzeć do tego samego miejsca dwiema różnymi drogami. Ulepszona kamera ukazuje graczom konkretne elementy, na których mają się skupić. Edycja na konsolę Nintendo DS opiera się na unikalnym systemie działania gry związanym z ekranem dotykowym. Wydanie na konsolę PlayStation 2 różni się znacząco od wersji na nowe generacje konsol i PC. Gra jest bliźniacza do wydania na konsolę Wii, ale jej działanie jest o wiele gorsze. Podobnie jak na Wii, cała gra jest bardzo okrojona, brakuje nawet niektórych przerywników filmowych.

## Odbiór gry
Gra została oceniona względnie pozytywnie przez recenzentów, uzyskując średnią ocenę 79,50% z 18 recenzji w agregatorze GameRankings.